# Surrender (Maggie-Rogers-Album)
Surrender ist das zweite bei einem Major-Label erschienene Studioalbum der US-amerikanischen Sängerin Maggie Rogers.

## Veröffentlichung und Promotion
Das Album erschien am 29. Juli 2022 über die Label Debay Sounds und Capitol Records. Veröffentlicht wurde das Album auf CD, auf Vinyl und auf digitalen Plattformen zum Download und zum Stream.
Vor der Veröffentlichung des Albums wurden drei Singles vorab veröffentlicht. Als erste Single erschien der Song That’s Where I Am am 8. April 2022 auf digitalen Plattformen. Am selben Tag wurde ein Musikvideo auf Youtube veröffentlicht. Zwei Wochen später erfolgte die Veröffentlichung eines Lyrik-Videos. Als zweite Single folgte der Song Want Want am 1. Juni 2022 mit dazugehörigem Musikvideo. Als dritte und letzte Single erschien am 14. Juli 2022 der Song Horses. Ein Musikvideo wurde am selben Tag auf Youtube hochgeladen. Sowohl Horses als auch Want Want erschienen nur als digitale Single.
Um das Album weiter zu promoten, wurden zu jedem Song Visualizer auf Youtube veröffentlicht. Ein fast 2-minütiger Trailer zum Album wurde am 30. März 2022 veröffentlicht.

## Inhalt
Das Album besteht aus zwölf Songs, welche alle in englischer Sprache verfasst sind. Die Spielzeit des Albums beträgt 46 Minuten und 16 Sekunden. Alle Titel wurden von Rogers zusammen mit verschiedenen Ko-Autoren verfasst. Ausnahme ist der Song Begging for Rain, welchen sie komplett alleine verfasste. So schrieb Kid Harpoon alias Thomas Hull neben Begging for Rain, Anywhere with You und Symphony an jedem Song mit. Samuel Holden Jaffe schrieb die Songs Want Want und Anywhere with You gemeinsam mit Rogers. Produziert wurde jeder Song von Rogers und Kid Harpoon. Zusätzlich arbeitete Del Water Gap noch an den Songs Want Want und Anywhere with You als Produzent mit während Gabe Goodman noch am Song Symphony mitwirkte, in dem er ihn zusammen mit Rogers verfasste und auch mit produzierte.
| #  | Titel                   | Autor(en)                                       | Produzent                                 | Länge |
| -- | ----------------------- | ----------------------------------------------- | ----------------------------------------- | ----- |
| 1  | Overdrive               | Thomas Hull, Maggie Rogers                      | Kid Harpoon, Maggie Rogers                | 3:14  |
| 2  | That’s Where I Am       | Thomas Hull, Maggie Rogers                      | Del Water Gap, Kid Harpoon, Maggie Rogers | 4:12  |
| 3  | Want Want               | Thomas Hull, Samuel Holden Jaffe, Maggie Rogers | Del Water Gap, Kid Harpoon, Maggie Rogers | 3:08  |
| 4  | Anywhere with You       | Samuel Holden Jaffe, Maggie Rogers              | Kid Harpoon, Maggie Rogers                | 4:57  |
| 5  | Horses                  | Thomas Hull, Maggie Rogers                      | Kid Harpoon, Maggie Rogers                | 5:05  |
| 6  | Be Cool                 | Thomas Hull, Maggie Rogers                      | Kid Harpoon, Maggie Rogers                | 2:57  |
| 7  | Shatter                 | Thomas Hull, Maggie Rogers                      | Kid Harpoon, Maggie Rogers                | 3:40  |
| 8  | Begging for Rain        | Maggie Rogers                                   | Kid Harpoon, Maggie Rogers                | 4:13  |
| 9  | I’ve Got a Friend       | Thomas Hull, Maggie Rogers                      | Kid Harpoon, Maggie Rogers                | 3:12  |
| 10 | Honey                   | Thomas Hull, Maggie Rogers                      | Kid Harpoon, Maggie Rogers                | 3:42  |
| 11 | Symphony                | Gabe Goodman, Maggie Rogers                     | Gabe Goodman, Kid Harpoon, Maggie Rogers  | 5:11  |
| 12 | Different Kind of World | Thomas Hull, Maggie Rogers                      | Kid Harpoon, Maggie Rogers                | 2:45  |

## Charts und Chartplatzierungen
Surrender konnte sich in den deutschen Albumcharts für eine Woche auf Rang 62 platzieren. Dies ist der erste Charterfolg in Deutschland für Rogers. Im Vereinigten Königreich erreichte das Album Platz 6 und verblieb eine Woche in den Charts. Für Rogers ist dies der zweite Charterfolg in den britischen Charts, nachdem sie drei Jahre zuvor mit ihrem Debütalbum bereits Platz 25 besetzte. In den Vereinigten Staaten erreichte das Album Platz 12 und verblieb zwei Wochen in den Charts. Anders als ihr Debütalbum, welches sich auf Rang zwei platzieren konnte, verfehlte Surrender den Sprung in die Top-10.
| ChartsChartplatzierungen       | Höchstplatzierung | Wochen |
| ------------------------------ | ----------------- | ------ |
| Deutschland (GfK)              | 62 (1 Wo.)        | 1      |
| Vereinigtes Königreich (OCC)   | 6 (1 Wo.)         | 1      |
| Vereinigte Staaten (Billboard) | 12 (2 Wo.)        | 2      |